# Œuvres de Jacques Martin
Cette page recense les œuvres publiées par Jacques Martin selon leur type (bande dessinées, illustrations) et leur support (revues, livres). Pour une présentation plus précise des principales œuvres, se référer à leurs articles dédiés.

## Publications dans des périodiques (1942-1987)

### Tintin(1948-1979)
- Alix :

1. Alix l'intrépide, 1948-1949
2. Le Sphinx d'or, 1950-1951
3. L'Île maudite, 1952-1952
4. La Tiare d'Oribal, 1955-1956
5. La Griffe noire, 1958-1959
6. Les Légions perdues, 1963
7. Le Dernier Spartiate, 1966-1967
8. Le Tombeau étrusque, 1967-1968
9. Alix et le Dieu sauvage, 1969
10. Iorix le Grand (en deux parties), 1971-1972
11. Le Prince du Nil, 1973
12. Le Fils de Spartacus, 1974-1975
13. Le Spectre de Carthage, 1976
14. Les Proies du volcan, 1978
15. L'Enfant grec, 1979
16. La Tour de Babel, 1981
17. L'Empereur de Chine, 1982
18. Vercingétorix, 1985

- 41 illustrations des Chronique de l'auto,1948-1953
- 39 Couverture, 1948-1987
- 26 illustrations des Propos du major Wings, Chronique aviation ou Tintin aviation, 1949-1952
- Lefranc :

1. La Grande Menace, 1952-1953
2. L’Ouragan de feu, 1960-1961
3. Le Mystère Borg (première partie), 1964
4. Le Mystère Borg (deuxième partie), 1965
5. Le Repaire du loup (scénario), avec Bob de Moor (dessin), 1970
6. Les Portes de l'enfer (scénario), avec Gilles Chaillet (dessin), 1977
7. Opération Thor, 1978-1979 (scénario), avec Gilles Chaillet (dessin)
8. L'Oasis (scénario), avec Gilles Chaillet (dessin), 1980
9. L'Arme absolue (scénario), avec Gilles Chaillet (dessin), 1982

- Xan (scénario), avec Jean Pleyers (dessin) :

1. L'Or de la mort, 1978-1979
2. Jehanne de France, 1980

### Autres périodiques (1942-1987)
- Les Aventures du Jeune Toddy, dans Je maintiendray, 1942, sous le pseudonyme « Jam »

De 1947 à 1950, Jacques Martin utilise le pseudonyme « Marleb », témoin de sa collaboration avec Henri Leblicq en 1947.
- Le Hibou gris, dans L'Indépendance puis Story, 1945-1949
- Monsieur Barbichou, dans Bravo, 1946-1949
- Lamar l'homme Invisible, dans Bravo, 1947
- Sept de Trèfle, dans Story, 1947-1949
- La Cité fantastique, dans Wrill, 1948
- « Rastapopoulos rencontre Alix et Énak » dans le (A SUIVRE) spécial Hergé, 1983, deux pages
- Arno, t. 1 : Le Pique rouge (scénario), avec André Juillard (dessin), dans Circus, 1983
- « Le Monde antique », dans (A SUIVRE) spécial architecture, 1985, deux pages
- Arno (scénario), avec André Juillard (dessin), dans Vécu :

2. L'Œil de Kéops, 1985
3. Le Puits nubien, 1986-1987

## Albums de bande dessinée (1947-2009)
Seules les premières publications d'une histoire en album sont indiquées. Pour plus de précisions, se référer aux articles des séries.
| Série et titre                                                          | Dessinateur                                                                    | Date de parution | Maison d'édition                 | Contenu, précisions                                                                               |
| ----------------------------------------------------------------------- | ------------------------------------------------------------------------------ | ---------------- | -------------------------------- | ------------------------------------------------------------------------------------------------- |
| Les Aventures extraordinaires du Capitaine O.W. Hard et de Jack et Mine | Jacques Martin                                                                 | 1947             | Éditions du journal Indépendance | Publié sous le pseudonyme « Marleb ».                                                             |
| Le Secret du Calumet                                                    | Jacques Martin                                                                 | 1947             | Bravo                            | Publié sous le pseudonyme « Marleb ».                                                             |
| Lefranc, t. 1 : La Grande Menace                                        | Jacques Martin                                                                 | 1954             | Le Lombard                       |                                                                                                   |
| Alix, t. 1 : Alix l'intrépide                                           | Jacques Martin                                                                 | 1956             | Le Lombard                       |                                                                                                   |
| Alix, t. 2 : Le Sphinx d'or                                             | Jacques Martin                                                                 | 1956             | Le Lombard                       |                                                                                                   |
| Alix, t. 3 : L'Île maudite                                              | Jacques Martin                                                                 | 1957             | Le Lombard                       |                                                                                                   |
| Alix, t. 4 : La Tiare d'Oribal                                          | Jacques Martin                                                                 | 1958             | Le Lombard                       |                                                                                                   |
| Alix, t. 5 : La Griffe noire                                            | Jacques Martin                                                                 | 1959             | Le Lombard                       |                                                                                                   |
| Lefranc, t. 2 : L'Ouragan de feu                                        | Jacques Martin                                                                 | 1961             | Casterman                        |                                                                                                   |
| Alix, t. 6 : Les Légions perdues                                        | Jacques Martin                                                                 | 1965             | Casterman                        |                                                                                                   |
| Lefranc, t. 3 : Le Mystère Borg                                         | Jacques Martin                                                                 | 1965             | Casterman                        |                                                                                                   |
| Alix, t. 7 : Le Dernier Spartiate                                       | Jacques Martin                                                                 | 1967             | Casterman                        |                                                                                                   |
| Alix, t. 8 : Le Tombeau étrusque                                        | Jacques Martin                                                                 | 1968             | Casterman                        |                                                                                                   |
| Alix, t. 9 : Le Dieu sauvage                                            | Jacques Martin                                                                 | 1970             | Casterman                        |                                                                                                   |
| Alix, t. 10 : Iorix le grand                                            | Jacques Martin                                                                 | 1972             | Casterman                        |                                                                                                   |
| Alix, t. 11 : Le Prince du Nil                                          | Jacques Martin                                                                 | 1974             | Casterman                        |                                                                                                   |
| Lefranc, t. 4 : Le Repaire du loup                                      | Bob de Moor                                                                    | 1974             | Casterman                        |                                                                                                   |
| Alix, t. 12 : Le Fils de Spartacus                                      | Jacques Martin                                                                 | 1975             | Casterman                        |                                                                                                   |
| Alix, t. 13 : Le Spectre de Carthage                                    | Jacques Martin                                                                 | 1977             | Casterman                        |                                                                                                   |
| Alix, t. 14 : Les Proies du volcan                                      | Jacques Martin                                                                 | 1978             | Casterman                        |                                                                                                   |
| Lefranc, t. 5 : Les Portes de l'enfer                                   | Gilles Chaillet                                                                | 1978             | Casterman                        |                                                                                                   |
| Lefranc, t. 6 : Opération Thor                                          | Gilles Chaillet                                                                | 1979             | Casterman                        |                                                                                                   |
| Alix, t. 15 : L'enfant grec                                             | Jacques Martin                                                                 | 1980             | Casterman                        |                                                                                                   |
| Alix, t. 16 : La Tour de Babel                                          | Jacques Martin                                                                 | 1981             | Casterman                        |                                                                                                   |
| Lefranc, t. 7 : L'Oasis                                                 | Gilles Chaillet                                                                | 1981             | Casterman                        |                                                                                                   |
| Lefranc, t. 8 : L'Arme absolue                                          | Gilles Chaillet                                                                | 1982             | Casterman                        |                                                                                                   |
| Alix, t. 17 : L'Empereur de Chine                                       | Jacques Martin                                                                 | 1983             | Casterman                        |                                                                                                   |
| Arno, t. 1 : Le Pique rouge                                             | André Juillard                                                                 | 1983             | Glénat                           |                                                                                                   |
| Lefranc, t. 9 : La Crypte                                               | Gilles Chaillet                                                                | 1984             | Casterman                        |                                                                                                   |
| Jhen, t. 1 : L'Or de la mort                                            | Jean Pleyers                                                                   | 1984             | Le Lombard                       | Paru sous le titre Xan, au Lombard, quand paraissait les deux autres tomes chez Casterman.        |
| Jhen, t. 3 : Barbe bleue                                                | Jean Pleyers                                                                   | 1984             | Casterman                        |                                                                                                   |
| Jhen, t. 4 : Les Écorcheurs                                             | Jean Pleyers                                                                   | 1984             | Casterman                        |                                                                                                   |
| Alix, t. 18 : Vercingétorix                                             | Jacques Martin                                                                 | 1985             | Casterman                        |                                                                                                   |
| Xan, t. 2 : Jehanne de France                                           | Jean Pleyers                                                                   | 1985             | Le Lombard                       | Paru sous le titre Xan, au Lombard, quand paraissait le tome 5 chez Casterman.                    |
| Jhen, t. 5 : La Cathédrale                                              | Jean Pleyers                                                                   | 1985             | Casterman                        |                                                                                                   |
| Arno, t. 2 : L'Œil de Khéops                                            | André Juillard                                                                 | 1985             | Glénat                           |                                                                                                   |
| Le Hibou gris                                                           | Jacques Martin                                                                 | 1985             | Rijperman                        | Réédition d'une histoire de 1945-1946 publiée sous le pseudonyme « Marleb ».                      |
| Jhen, t. 6 : Le Lys et l'ogre                                           | Jean Pleyers                                                                   | 1986             | Casterman                        |                                                                                                   |
| Lefranc, t. 10 : L'Apocalypse                                           | Gilles Chaillet                                                                | 1987             | Casterman                        |                                                                                                   |
| Arno, t. 3 : Le Puits nubien                                            | André Juillard                                                                 | 1987             | Glénat                           |                                                                                                   |
| Alix, t. 19 : Le Cheval de Troie                                        | Jacques Martin                                                                 | 1988             | Casterman                        |                                                                                                   |
| Lefranc, t. 11 : La Cible                                               | Gilles Chaillet                                                                | 1989             | Casterman                        |                                                                                                   |
| Jhen, t. 7: L'Alchimiste'                                               | Jean Pleyers                                                                   | 1989             | Casterman                        |                                                                                                   |
| Jhen, t. 8 : Le Secret des templiers                                    | Jean Pleyers                                                                   | 1990             | Casterman                        |                                                                                                   |
| Orion, t. 1 : Le Lac sacré                                              | Jacques Martin                                                                 | 1990             | Bagheera                         |                                                                                                   |
| Keos, t. 1 : Osiris                                                     | Jean Pleyers                                                                   | 1992             | Bagheera                         |                                                                                                   |
| Keos, t. 2 : Le Cobra                                                   | Jean Pleyers                                                                   | 1993             | Hélyode                          |                                                                                                   |
| Arno, t. 4 : 18 brumaire                                                | Jacques Denoël                                                                 | 1994             | Glénat                           |                                                                                                   |
| Arno, t. 5 : L'Ogresse                                                  | Jacques Denoël                                                                 | 1995             | Glénat                           |                                                                                                   |
| Alix, t. 20 : Ô Alexandrie                                              | Rafael Moralès et Marc Henniquiau                                              | 1996             | Casterman                        |                                                                                                   |
| Orion, t. 2 : Le Styx                                                   | Jacques Martin (planches 1-30) et Christophe Simon (à partir de la planche 31) | 1996             | Orix                             |                                                                                                   |
| Lefranc, t. 12 : La Camarilla                                           | Gilles Chaillet                                                                | 1997             | Casterman                        |                                                                                                   |
| Arno, t. 6 : Chesapeake                                                 | Jacques Denoël                                                                 | 1997             | Glénat                           |                                                                                                   |
| Alix, t. 21 : Les Barbares                                              | Rafael Moralès et Marc Henniquiau                                              | 1998             | Casterman                        |                                                                                                   |
| Lefranc, t. 13 : Le Vol du Spirit                                       | Gilles Chaillet                                                                | 1998             | Casterman                        |                                                                                                   |
| Orion, t. 3 : Le Pharaon                                                | Christophe Simon                                                               | 1998             | Dargaud                          |                                                                                                   |
| Keos, t. 3 : Le Veau d'or                                               | Jean Pleyers                                                                   | 1999             | Casterman                        |                                                                                                   |
| Jhen, t. 9 : L'Archange                                                 | Jean Pleyers                                                                   | 2000             | Casterman                        |                                                                                                   |
| Alix, t. 22 : La Chute d'Icare                                          | Rafael Moralès et Marc Henniquiau                                              | 2001             | Casterman                        |                                                                                                   |
| Lefranc, t. 14 : La Colonne                                             | Christophe Simon                                                               | 2001             | Casterman                        |                                                                                                   |
| Lefranc, t. 15 : El Paradisio                                           | Christophe Simon                                                               | 2002             | Casterman                        |                                                                                                   |
| La Cité fantastique                                                     | Jacques Martin                                                                 | 2002             | Point Image                      | Réédition du récit publié dans Ardan n°47 à la fin des années 1940 sous le pseudonyme « Marleb ». |
| Alix, t. 23 : Le Fleuve de Jade                                         | Rafael Moralès et Marc Henniquiau                                              | 2003             | Casterman                        |                                                                                                   |
| Loïs, t. 1 : Le Roi Soleil                                              | Olivier Pâques                                                                 | 2003             | Casterman                        |                                                                                                   |
| Lefranc, t. 16 : L'Ultimatum                                            | Francis Carin                                                                  | 2004             | Casterman                        |                                                                                                   |
| Alix, t. 24 : Roma, Roma...                                             | Rafael Moralès et Marc Henniquiau                                              | 2005             | Casterman                        |                                                                                                   |
| Loïs, t. 2 : Les Louis d'or                                             | Olivier Pâques                                                                 | 2005             | Casterman                        |                                                                                                   |
| Alix, t. 25 : C'était à Khorsabad                                       | Cédric Hervan et Christophe Simon                                              | 2006             | Casterman                        | Scénario de François Maingoval d'après un synopsis de Jacques Martin.                             |
| Alix, t. 26 : L'Ibère                                                   | Christophe Simon                                                               | 2007             | Casterman                        | Scénario de François Maingoval et Patrick Weber d'après un synopsis de Jacques Martin             |
| Loïs, t. 3 : Le code noir                                               | Olivier Pâques                                                                 | 2007             | Casterman                        | Scénario de Patrick Weber d'après un synopsis de Jacques Martin.                                  |
| Alix, t. 27 : Le Démon du Pharos                                        | Christophe Simon                                                               | 2008             | Casterman                        | Scénario de Patrick Weber d'après un synopsis de Jacques Martin                                   |
| Alix, t. 28 : La Cité engloutie                                         | Ferry                                                                          | 2009             | Casterman                        | Scénario de Patrick Weber d'après un synopsis de Jacques Martin                                   |

## Illustration (1953-1990)
- Chromos Hergé 'Voir et Savoir' de 1953 à 1955, repris en livres par Casterman, puis Septimus, en 1954-55, puis 1981 (vignettes dessinées par ses soins, Tintin et Milou l'étant par Hergé lui-même) - 6 Tomes (marine, aérostation, aviation, et automobile)
- Couverture de 2000 Ans d'Histoire de Bretagne, I.D.Progan/La Sirène, 1982
- Trois sérigraphies (avec André Juillard) dans Les Grandes Heures de Bretagne, Ludovic Trihan, 1985
- Illustration (avec Rafael moralès) du livre-maquette Toutankhamon, L'Instant durable, 1990

### Documentation
- Michel Béra, Michel Denni, Philippe Mellot, BDM Trésors de la bande dessinée 2009-2010, Paris : Éditions de l'Amateur, 2008
- Patrick Gaumer, « Jacques Martin », dans Larousse de la BD, 2004, p. 527
- Jacques Martin sur le site BDOubliees.